# Anaisis Hernández
Pour les articles homonymes, voir Hernández.
Anaisis Hernández Sarria, née le 30 août 1981 à Cienfuegos, est une judokate cubaine. Elle est vice-championne olympique en 2008 en catégorie des moins de 70 kg.

## Palmarès
| Année | Compétition                | Lieu           | Résultat | Catégorie      |
| ----- | -------------------------- | -------------- | -------- | -------------- |
| 2001  | Championnats du monde      | Munich         | 3e       | Moins de 63 kg |
| 2001  | Universiade                | Pékin          | 2e       | Moins de 63 kg |
| 2001  | Championnats panaméricains | Córdoba        | 2e       | Moins de 63 kg |
| 2002  | Championnats panaméricains | Saint-Domingue | 1re      | Moins de 63 kg |
| 2004  | Championnats panaméricains | Margarita      | 1re      | Moins de 70 kg |
| 2008  | Jeux olympiques            | Pékin          | 2e       | Moins de 70 kg |